# جوشوا ألين
جوشوا ألين (بالإنجليزية: Joshua Allen)‏ هو راقص أمريكي، ولد في 13 مارس 1989 في فورت وورث في الولايات المتحدة.

## وصلات خارجية
- جوشوا ألين على موقع IMDb (الإنجليزية)
- جوشوا ألين على موقع قاعدة بيانات الفيلم (الإنجليزية)